# Josh Beaulieu
Joshua Beaulieu (né le 10 janvier 1987 à Comber, dans la province de l'Ontario au Canada) est un joueur professionnel de hockey sur glace.

## Statistiques
| Saison    | Équipe                   | Ligue |    | Saison régulière | Saison régulière | Saison régulière | Saison régulière | Saison régulière |   | Séries éliminatoires | Séries éliminatoires | Séries éliminatoires | Séries éliminatoires | Séries éliminatoires |
| Saison    | Équipe                   | Ligue | PJ | B                | A                | Pts              | Pun              | PJ               | B | A                    | Pts                  | Pun                  |                      |                      |
| 2003-2004 | Knights de London        | LHO   | 41 | 3                | 5                | 8                | 32               | 9                | 0 | 0                    | 0                    | 5                    |                      |                      |
| 2004-2005 | Knights de London        | LHO   | 65 | 9                | 13               | 22               | 159              | 13               | 2 | 3                    | 5                    | 13                   |                      |                      |
| 2005-2006 | Knights de London        | LHO   | 60 | 15               | 13               | 28               | 140              | 18               | 4 | 5                    | 9                    | 12                   |                      |                      |
| 2006-2007 | Knights de London        | LHO   | 44 | 10               | 6                | 16               | 93               | 10               | 3 | 6                    | 9                    | 31                   |                      |                      |
| 2007-2008 | Phantoms de Philadelphie | LAH   | 50 | 3                | 3                | 6                | 50               | -                | - | -                    | -                    | -                    |                      |                      |
| 2008-2009 | Phantoms de Philadelphie | LAH   | 40 | 1                | 1                | 2                | 36               | -                | - | -                    | -                    | -                    |                      |                      |
| 2009-2010 | Phantoms de l'Adirondack | LAH   | 46 | 2                | 2                | 4                | 11               | -                | - | -                    | -                    | -                    |                      |                      |
| 2010-2011 | Rush de Rapid City       | LCH   | 65 | 11               | 15               | 26               | 79               | 15               | 3 | 4                    | 7                    | 15                   |                      |                      |
| 2011-2012 | IceMen d'Evansville      | LCH   | 58 | 24               | 24               | 48               | 79               | 4                | 1 | 0                    | 1                    | 2                    |                      |                      |
| 2012-2013 | IceMen d'Evansville      | ECHL  | 56 | 22               | 30               | 52               | 68               | -                | - | -                    | -                    | -                    |                      |                      |
| 2013-2014 | IceMen d'Evansville      | ECHL  | 45 | 12               | 14               | 26               | 16               | -                | - | -                    | -                    | -                    |                      |                      |

## Trophées et distinstions

### Ligue continentale de hockey
- Il remporte la coupe J.-Ross-Robertson avec les Knights de London en 2004-2005.
- Il remporte la Coupe Memorial avec les Knights de London en 2004-2005.